# 遊戲王GX角色列表
遊戲王GX角色列表是日本動畫及漫畫《遊戲王GX》所登場的人物一覽。

## 決鬥學院

### 歐西里斯紅（オシリス・レッド）
決鬥學院的低等層級，成績不理想者可能還會被退學。
遊城十代（聲優：KENN／台：何志威／港：郭俊廷）
男主角，能看見決鬥怪獸的精靈，性格樂觀開朗，對決鬥有無比的熱忱與興致，但其他課程卻時常打瞌睡，是庫洛諾斯老師眼中的問題學生。
使用一套以各種屬性的戰士族所組成的元素英雄（E・HERO）牌組，最擅長的戰術就是藉由魔法卡「融合」產生各個具有特殊效果的強力融合怪獸，並配合專屬環境魔法卡「摩天樓」提升攻擊力。常用怪兽是「E・HERO 火焰翼侠」，中后期改為「E・HERO 新宇侠」。在二年級遇見新空間使者後，他掌握了接觸融合、平行世界融合等技巧，霸王十代覺醒後，還掌握了融合技巧中最高段的超融合，能將對手的怪獸作為自己的融合素材。
在前往決鬥學院的途中，與傳說決鬥王武藤遊戲相遇，並從其手中獲得一張幸運卡「天使小精靈」。因為遲到、筆試成績又差而被分發至歐西里斯紅，但卻在實戰決鬥課堂上打敗了庫洛諾斯。
一年級時被獲選為七精門鑰匙的守護者，並開始和SEVEN STARS展開黑暗決鬥。SEVEN STARS全軍覆沒後，還廣受全校學生熱烈歡呼（因為七人中有五人即是敗給他），全校學生也認為讓他待在歐西里斯紅實在太委屈。接著亦被幕後藏鏡人影丸理事長指定為「三幻魔」對手，最終戰勝三幻魔。
二年級時因敗給艾德・菲尼克斯，受到「光之波動」的影響無法決鬥，離開決鬥學院途中遇到了來自新空間的使者，找回了對決鬥的熱忱與興致，再度回到決鬥學院與艾德・菲尼克斯一戰，獲得勝利。重新振作的遊城十代，一方面與光之結社派來的刺客戰鬥，另一方面在學院舉辦的GX大賽上與職業選手對戰，原本應該是最接近GX大賽冠軍的遊城十代，最後為了地球的存亡放棄奪冠機會，選擇去阻止「光之波動」的計畫，與齋王展開最後決戰，獲得勝利解除光之波動的威脅。
三年級時因「尤貝爾」的關係，決鬥學院被傳送到異世界，在兩個世界的通力合作之下，成功的讓決鬥學院回到原來的世界。但為了迷失在異世界的約翰，十代等人再次前往異世界，在這裡每場決鬥都必須賭上性命。不斷獨自前進的遊城十代，在同伴死亡和指摘下，被內心黑暗吞噬成了「霸王十代」，因為吉姆和奧布萊恩的犧牲終於讓他恢復正常，可是自責的他無法再使用融合。然而丸藤亮的犧牲讓他獲得前進的力量，克服心理障礙救回約翰，并拯救尤贝尔。但這關係到12個次元的危機並未就此結束。
接受自己內心黑暗面的霸王十代，並和尤貝爾靈魂融合的遊城十代，個性上有了極大的轉變，變得比以前更冷靜更沉著，使用能力時瞳孔顏色會改變（左綠右橘），可以不受幻術的影響，並能讓元素英雄・新空間俠實體化。
因為接連發生的三幻魔、光之波動和尤貝爾事件，造成時空扭曲讓「黑暗魔王」來到這世界。在畢業前夕，眾人都在為未來煩惱的時候，世界被「黑暗魔王」吞噬，十代最终击败「黑暗魔王」。畢業典禮結束後，眾人還在舞會狂歡時，遊城十代已經收拾好行李，準備一個人默默離開，卻在羽翼小精靈的引導下，與傳說中的決鬥王武藤遊戲進行毕业决斗，找回决斗的单纯快乐。之後帶著大德寺老師的靈魂、貓咪法老，和尤貝爾一起四處旅行。
雖然沒有参加任何正式大賽，但本身實力毋庸置疑。劇場版「～超融合！超越時空的羈絆～」裡登場時被帕拉杜克斯稱為第二代決鬥王。
漫畫版中幼年的十代受傷住院，卻因此認識住在同一間醫院的世界冠軍響紅葉，而開始踏上決鬥者之路，更曾自己組成元素英雄牌庫，和紅葉的冠軍牌庫在醫院頂樓展開引退比試，之後紅葉將自己的冠軍牌庫交給他保管。在學院比賽獲得亞軍。後期十代想透過響老師之手將元素英雄歸還給紅葉，不過響老師希望他親手交還，但之後他開始嘗試使用假面英雄牌組。在黑暗完全復活後，和萬丈目聯手擊敗。漫畫的結局為重演兒時回憶，十代以新人的身分挑戰回歸戰場後連奪多座冠軍的紅葉。
漫畫版使用的牌組同樣也是元素英雄牌組，王牌卡為「E・HERO 地球俠」，後期則以利用速攻魔法卡「假面變化」，只用1隻怪獸的代價就可以特殊召喚出同屬性融合怪獸的「假面英雄」牌組當成自己的主力。
丸藤翔（聲優：鈴木真仁／台：陶敏嫻／港：魏惠娥）
十代同房的室友，稱十代為「大哥(あにき)」，而叫丸藤亮的時候用「哥哥(おにいさん)」。
王牌卡是從哥哥丸藤亮那得到的「力量結合」，但因得手後過度自滿而被哥哥封印，必須在自己成為真正決鬥者前不可使用此卡。不過之後從十代學習到真正決鬥者的意義而決定使用「力量結合」。
二年級時從歐西里斯紅晉升到太陽神黃，三年級獲得晉升歐貝利斯克藍資格，但因心理因素一度放棄。尤貝爾事件結束後才正式晉升歐貝利斯克藍。
在電子流派與精神流派的對決中亮倒下後接續決鬥，並繼承哥哥「凱薩」的稱號及裡電子流牌組。
個性內向且膽小，還有占上風時會太過驕傲的缺點，不過被激怒時會出現令人不敢置信的實力。
使用「人型」之名的交通工具机人牌組。後期使用裹電子流與人型交通工具結合之牌組。
漫畫版中使用交通工具机人牌組。王牌是由3隻機器人進行合體後的金剛機器人（不過金剛機器人只能以一種形態在場上存在）。一度在被操縱為考試0分的情形下和十代對決，但分出結果後響老師出面澄清0分是試作版成績單的數字，作為對於他沒寫名字的形式懲處，正式成績（91分）早已送出。和十代對決後心理層面更加堅強，還在被美國留學生大衛拉布羞辱後阻擋他得寸進尺，之後更打進學院比賽的前8強，雖然倒在萬丈目腳邊，獲得對手的稱讚，認為他足以匹配當「凱薩」丸藤亮的弟弟。
前田隼人（聲優：蓮岳大／台：陳幼文／港：羅偉民）
歐西里斯紅的留級生，與十代同房的室友。使用無尾熊、袋鼠等澳洲特有動物組合而成的澳洲牌組，王牌卡是「OZ大師」。決鬥能力不佳，但有繪畫才能，曾將所畫的風景畫作投稿給國際幻象社，結果獲得賞識，製作成環境魔法卡「黎明的氣塞區」。
三幻魔戰役落幕後，接受庫洛諾斯的決鬥補考，雖然已盡最大努力，但因為庫洛諾斯在決鬥考試從來毫不放水的緣故，導致結果仍舊未通過。不過由於在決鬥中表現傑出，因此最後獲得庫洛諾斯的推薦，離開決鬥學院前往國際幻象社成為卡片設計師。後來在GX大賽的時候，帶著自己設計的「摩天樓2英雄都市」回來送給十代。
早乙女麗（聲優：仙台惠理／台：馮美麗）
曾為了見仰慕對象丸藤亮而女扮男裝進入決鬥學院，後來與十代一戰後對象轉成十代，不過因當時她才小學五年級而離開學院。後在GX大賽上表現優異(第二名)，而正式入學。
使用戀愛少女牌組。遊戲中則使用光道牌庫。

### 太陽神黃（ラー・イエロー）
決鬥學院的中等層級。有對外的招生管道，以優秀的入學考試成績入學者會被分發至這個層級。
三澤大地（聲優：增田裕生／台：官志宏／港：黎景全）
十代初抵決鬥學院時結交的好友之一。以優秀成績入學的研究狂，宿舍房間牆壁上寫滿了各種研究資料，製作了地、水、火、風、闇、光六種屬性的牌組，都是為了專攻十代所做的測試牌組。後期還製作了第七號牌組。王牌卡有「水龍」、「等離子戰士 原子能」、「死之石蕊戰士」等等。
自從跟塔尼雅決鬥後經常被大家叫「三澤親」，而他則稱呼塔尼雅為「塔尼雅親」，彼此喜歡對方。
二年級開始存在感變得很薄弱，到異世界後計算能力才有發揮的空間。
畢業後與塔尼雅一起留在戰鬥怪獸的世界，研究異世界的謎團。
漫畫版中使用以日本妖怪為主題的牌組，王牌有赤鬼、火車、九尾狐等。一度在學院比賽的準決賽封鎖十代的融合展開戰術，但最後設下的阻礙還是被十代繞開，遭到逆轉而吞敗。
迪拉諾劍山（聲優：下崎紘史）
比十代晚一屆的學弟，使用恐龍牌組。因為在挖掘化石的時候弄斷了腳，所以把恐龍骨化石移植到腳上。在進入決鬥學院以後與十代一戰，成為了十代的小弟，跟翔一樣稱十代為「大哥」。
馬爾登（聲優：吉田麻子）
拿破崙老師的獨生子。
被尤貝爾附身時一度使用黑暗大法師牌組。卡片似乎是從尤貝爾那得來，特徵是高速將五張組件集合在手上獲得勝利的牌組。王牌卡是「被封印的黑暗大法師」。
尤貝爾事件後，與拿破崙一起離開決鬥學院，培養父子感情。

### 歐貝利斯克藍（オベリスク・ブルー）
決鬥學院中的高等層級。只有中學部直升上來的菁英才會被分發至這個階層。
丸藤亮（聲優：前田剛／台：陳幼文／港：何承駿）
小翔的哥哥，比十代大兩屆的學長，決鬥學院的帝王「凱薩亮」。使用電子流牌組，特徵是使用融合戰術高速召喚融合怪獸。王牌卡是「電子終極龍」。在與師父鮫島決鬥後奪走電子流裏牌組，特徵是將雙方墓地龍族裝備，並將自己牌組中的怪獸送入墓地提高攻擊力的自滅牌組。王牌卡是「鎧黑龍電子黑暗龍」。
三幻魔戰役落幕後，以全校第一名的成績作為當屆畢業生代表，可指定一名在校生做為決鬥畢業考的對手，而他指名的對手即是首次對決就敗給他的十代。最終兩人戰成平手，令全場師生起立鼓掌，十代也恭賀他順利畢業。
畢業後成為職業決鬥者，原本一切仕途順遂，不料卻在敗給艾德・菲尼克斯後開始連敗，後來接觸到地下決鬥，在那重生為「地獄凱薩亮」，因其對勝利的執著，讓眾人對他產生的種種誤解。在經歷異世界的戰役後，因决斗带来的负担和先天性心脏病无法继续决斗。與豬爪誠的決鬥後，牌組被丸藤翔繼承。
漫畫版中同樣使用電子流牌庫，與在少年時期一起壟斷少年組冠軍的「國王」天上院吹雪並稱雙塔。在學院比賽中，丸藤亮被主辦方明定為優勝者的獎品，必須接受優勝者的挑戰。在旁觀戰對丸藤翔的進步感到欣慰，也在對上同樣拿過少年組冠軍的萬丈目的比試中好好幫對手上課。王牌為電子天龍座。
天上院明日香（聲優：小林沙苗／台：陶敏嫻／港：莊巧兒）
女主角。和十代同屆入學，天上院吹雪的妹妹。使用電子明星牌組。王牌卡是「智能刀手」。
雖然對十代有好感，但是並沒有明確的說出來。畢業後前往海外留學，希望成為老師。
漫畫版使用暴風雪牌組。有「魔女」般的魅力，是三澤大地的追求對象，但對被無端捲入學院之花票選感到厭惡，希望透過和唯一還沒投票的十代決鬥來退選，最後以失敗收場，卻獲得如當選般的喝采。之後也在學院比賽中打進前8強，但卻在第1輪被美國留學生大衛拉布的「星球系列」大土星一回殺。
於《遊戲王ARC-V》出現，請參照遊戲王ARC-V角色列表#遊勝塾。
萬丈目隼（聲優：松野太紀／台：梁興昌／港：楊耀泰）
決鬥學院的少數菁英之一，另有名偵探的身分，上頭有兩位哥哥。原使用地獄牌組及VWXYZ鋼龍炮牌組，來到北方學院后使用过捡来的40张卡组成的临时牌組。返回后使用搗蛋三人組和武裝龍混合牌組。曾經因為接受兄長的挑戰而使用全零攻擊力牌組。
喜歡他人稱呼自己為萬丈目先生，后谐音为閃電。口頭禪是：我的名字是個、十、百、千、萬丈目闪电。初期非常瞧不起十代，但還是會對他态度尊重，畢竟他打倒了庫洛諾斯。不過在经歷北方学院事件后，和十代等人成为朋友。暗戀明日香，在后期表现明显，曾为了和明日香约会而向其挑战决斗，惨败而未果。是明日香粉丝俱乐部的成员，拜其兄長天上院吹雪为恋爱师父。
是第一年三幻魔事件中七星门的守护者之一，被大德寺老师击败并夺走钥匙。第二年的光之结社事件中，被斋王琢磨击败并洗脑建立光之结社，接连击败明日香和学院众多学生，将学院大部分学生洗脑加入光之结社，扔掉了捣蛋三人组，在与捡回捣蛋三人组的遊城十代的决斗中恢复神智，在第二年最后击败众多光之结社成员守护学院，并击败早乙女礼成为GX大赛冠军。第三年和十代一起前往异世界救助约翰，因落入陷阱而消失，在十代和尤贝尔战斗后复活，并返回人类世界。为了成为职业选手做了艾德的跟班，在「龍騎士 D-END」被盗事件解决后进入职业界，毕业后成为决斗职业选手。
漫畫版使用龍族牌庫，原本和光與闇之龍並肩作戰，也在丸藤亮和天上院吹雪升學後繼承了少年組的王座。升上高中部後，因為不堪旁人的閒言閒語，親自將光與闇之龍裝入盒子埋藏，直到被十代擊敗後，重新拿出來使用。之後的學院比賽，萬丈目打進前8強，並先後打敗丸藤翔、大衛拉布和十代，獲得優勝與和丸藤亮交手的機會，然而最後以慘敗收場。不過之後就再也沒輸過，還和十代聯手擊敗黑暗。同樣看不起歐西里斯紅的十代和丸藤翔，但沒有暗戀明日香是與動畫版最大的差異，另外在被十代打敗後改觀。
天上院吹雪（聲優：遊佐浩二／台：官志宏／港：黎景全）
明日香的哥哥。使用真紅眼牌組，王牌是「真紅眼闇龍」。
原本與丸藤亮同屆，當時與丸藤亮並稱為「學院雙壁」，因不明事件失蹤。不料第29集以SEVEN STARS第一位成員：黑暗魔王（Darkness）的身份出現，綁架小翔與隼人作為人質，進而與十代展開決鬥，敗給十代後擺脫控制，編入和十代同屆繼續就讀。雖然多少能講些話，但一直意識模糊不清、躺臥病床，直到明日香戰勝泰坦後才恢復意識。
看似正經帥氣又有女人緣，但常會出現一些奇怪的舉動。簽名以「10(Ten)」代表天。被萬丈目稱為戀愛魔術師。
漫畫版與丸藤亮並列學院雙塔，封號「國王」。使用氣圈鳥牌組，王牌為大氣圈神鳥。曾教訓過叨擾他的美國交換生「鱷魚」，不過在被愛德菲尼克斯擊敗後受到黑暗操縱，用「星球系列」鎮壓冥王星搶走十代的元素英雄地球俠和羽翼小精靈。最後也如願追到蕾姬。
艾德・（聲優：石田彰）
原本使用與十代同樣的元素英雄牌組，與十代對戰後改用命運英雄牌組。特徵是使用D-HERO之間的未來性戰術玩弄對手，獲得D-血魔後變成血魔專用牌組。王牌卡是「恐怖小子」、「教條小子」、「D-血魔」和「龍騎士 D-END」等。
職業決鬥者，貝卡斯認定的五位決鬥者之一。父亲遭被破灭之光附身的D·D杀害，在一个雨天受到斋王的雨伞和预言的帮助，与斋王琢磨成为好友，相信斋王的命运占卜。在第二年入学决斗学院，以命运英雄牌组击败遊城十代的元素英雄牌组，但在十代获得新空间牌组后被十代打败。和十代组队击败斋王的妹妹美寿知，受到真正的斋王意识的委托成为保管可以毁灭地球的卫星·苏拉的两人之一。向被破灭之光附身的斋王挑战希望拯救斋王，不敌「秘仪之力EX·光之支配者」落败，成为斋王的人质，最后在遊城十代击败斋王后获救。
第三年开学来到决斗学院观看被貝卡斯认定的约翰的决斗。异世界篇和丸腾亮一起前往异世界援助十代，遇到亚蒙的爱人艾柯，为了救出艾柯和亞蒙・加蘭姆决斗，被黑暗大法师牌组击败消失，在十代和尤贝尔的战斗后復活，返回人类世界。
第三年后期受库洛诺斯教授委托收万丈目准当自己的跟班，因被陷害负责「龍騎士 D-END」的遗失而被迫隐退，自愿在孤儿院照顾和自己一样失去两亲的孩子。后在遊城十代的协助下解决事件，重返职业决斗界。
於《遊戲王ARC-V》出現，請參照遊戲王ARC-V角色列表。
漫畫版則是以美國決鬥學院學生的身分兼職職業決鬥者，並在獲得韓國站冠軍後趕來學園島和十代的全新牌庫對決。使用V・HERO牌組。特性為玩家被對手傷害後，會以幻影型態從墓地來到魔法陷阱區。王牌為強襲女巫、至高之王、三重身等。也曾使用過「星球系列」偉大木星。
名字的由來是鳳凰。
藤原優介（聲優：成瀨誠）
與丸藤亮同屆的學生，從小父母早逝，進入決鬥學院後成績優異但心裡卻很孤單，以致心中黑暗萌發進行黑暗魔王計畫。
接連發生三幻魔，光之結社和尤貝爾事件後，以黑暗魔王身分進行侵略。
被黑暗魔王入侵後使用無屬性怪獸，『澄淨』牌組，『澄淨』除了無屬性怪獸，其餘屬性怪獸皆有負面效果的場地魔法卡。
代表怪獸精靈為奧尼斯特（誠實）。

### 分校
約翰・安德森（聲優：入絵加奈子）
來自北方分校，能看見遊戲精靈，貝卡斯認定的五位決鬥者之一。使用寶玉獸牌組。特徵是被破壞後會結晶化留在魔法陷阱區。王牌卡是由七隻寶玉獸結合力量化成的「彩虹龍」。
被尤貝爾依附後所有寶玉獸及彩虹龍皆被尤貝爾控制而黑暗化，靈魂也被封印在彩虹黑暗龍體內改造成高等寶玉獸牌組，特徵是使用「高等黑暗」無效傷害。王牌卡是由七隻高等寶玉獸結合力量化成的「彩虹黑暗龍」。
在于亞蒙・加蘭姆对决时使用了包含「三幻魔」「尤贝尔」「拷问巨人」等的尤贝尔的牌组。
第三年开学来到决斗学校本校，性格与遊城十代相似但更为成熟，与遊城十代交手后成为好友。在异世界和十代组队与被尤貝爾附身的马尔登一戰时，为了让决斗学院返回原来的世界，让彩虹龙和尤贝尔的「混沌幻魔·阿米泰爾」同归于尽，自己主动留在異次元。之后在異世界被尤貝爾附身，击败了黑暗凯撒亮和持有「黑暗大法師」的亞蒙・加蘭姆。在最后与十代对决时，十代使用「超融合」将「彩虹黑暗龙」和「元素英雄·新空间侠」融合成「彩虹新空间侠」破除尤贝尔的封印將他救出，後來回到人類世界。
第三年後期，收到奥布莱恩的委托，在童野市救了被Darkness污染的卡附身的遊城十代，之后在决斗学院一同击败藤原優介。
歐斯汀・奧布萊恩（聲優：川本成）
來自西方分校。使用火山牌組，戰術以及牌組是父親親手傳授。特徵是使用「火炎加農炮」破壞敵方怪獸或是直接給予對方效果傷害。王牌卡是「火山惡魔」。
最初身份是眼镜蛇教授雇佣的刺客佣兵。受遊城十代的影响以及了解眼镜蛇教授的目的而脱离眼镜蛇教授，成为遊城十代的伙伴。在第三年救助约翰的异世界之旅中，恐惧于霸王时代的力量而逃跑，之后克服恐惧再次向霸王十代挑战，与霸王十代同归于尽，使用吉姆留下的「奥雷卡尔克斯之眼」封印了霸王的灵魂让遊城十代苏醒，自己因生命值归零而消失。在遊城十代和尤贝尔战斗结束后复活，与众人一同返回人类世界。
尤貝爾事件後，成為十代的情報蒐集者。
吉姆・闊克戴爾・庫克（聲優：岩橋直哉）
來自南方分校。使用化石牌組，特徵是使用「化石融合」將雙方墓地怪獸融合出「化石怪獸」。王牌卡是「地球巨人」。
背后背着被称为自己家族的鳄鱼「卡莲」。是化石专家和考古学专家。右眼持有「奥雷卡尔克斯之眼」。在决斗中掺杂英文。在第三年救助约翰的异世界之旅中，为了让霸王十代恢复成遊城十代向霸王挑战，不敌「超融合」而落败，将「奥雷卡尔克斯之眼」托付给奥布莱恩之后消失。在遊城十代和尤贝尔战斗结束后复活，与众人一同返回人类世界。
亞蒙・加蘭姆（聲優：峯暢也）
來自東方分校。使用雲魔物牌組以及黑暗大法師牌組，特徵是攻擊表示不會被戰鬥破壞。王牌卡是「雲魔物 颱風眼」以及「究極封印神 艾克索迪歐斯」。
加蘭姆财团執掌者的養子，因為總裁夫婦有了親生兒子而失去地位，為了治癒弟弟的疾病而替家族寻找某张有特殊力量的卡（后来知道是「尤贝尔」）而作为间谍进入决斗学院。
很早就得知了眼鏡蛇教授的陰謀，有著為了奪取卡片而利用十代等人先踏上眼鏡蛇教授的陷阱的冷酷一面。
在遊城十代与眼镜蛇教授对决时了解到尤贝尔的力量，并受到尤贝尔的诱惑。在尤贝尔的引导下，以牺牲自己心爱的女人艾柯为代价，得到黑暗大法師牌組，向尤贝尔挑战，希望成为王创造一个和平的世界，但最后因艾柯心中的黑暗與尤貝爾決戰後敗北，内心黑暗被尤贝尔吸收恢复力量，本人消失，尤贝尔事件結束後失蹤。
下列人物都是於漫畫版中以美國決鬥學院交換學生的身分被送到學院島。
大衛・拉布
漫畫版角色，和蕾姬同時到學院島。
打進學院比賽前8強，並在第1輪第1回合就擊敗天上院明日香，小小宣洩之前被國王吹雪修理的怨氣；準決賽對萬丈目發動黑暗決鬥，不過被擊倒。
使用機械牌庫，也曾使用過「星球系列」大土星。曾在海放丸藤翔後對一旁觀戰的丸藤亮挑釁，但被翔阻擋。
蕾姬・瑪肯吉
漫畫版角色，和大衛一起來到學院島。
父親為美國決鬥學院校長，也是幕後黑手（被黑暗附身）。
使用天使牌庫，透過環境魔法，打出壓制力高的王牌，例如雅典娜與「星球系列」燦爛金星。
約翰・安徳森
漫畫版中使用昆蟲牌庫，也曾使用過「星球系列」輕盈水星。
歐斯汀・奧布萊恩
漫畫版中曾使用過「星球系列」烈焰火星。
詹姆斯・闊克戴爾・庫克
漫畫版使用鱷魚牌组，也使用過「星球系列」暴君海王星，不過在挑戰天上院吹雪時踢到大鐵板。
亞蒙・加蘭姆
漫畫版使用封印獸牌組，也使用過「星球系列」絕望天王星。

### 教職員
鮫島（聲優：岩崎征實）
學院校長，電子流的掌门人。使用電子流牌組。
個性溫和穩重，但也有著為了提升學生們的上進心而請來職業選手舉辦GX大賽讓學生面對強敵的嚴厲一面。
庫洛諾斯・德・梅迪契（聲優：清水宏／港：楊耀泰）
學院教授兼歐貝利斯克藍的導師，負責課程為實戰決鬥，使用古代機械牌組，王牌卡是「古代的機械巨人」。語尾助詞是「なのね」。
初期是個菁英主義者，將熱忱全力投入培養歐貝利斯克藍的學生，非常瞧不起打敗他的十代，稱他為「放牛班的臭學生」，時常想將他給退學，直到後來與卡蜜拉決鬥時因為受到對方的黑暗決鬥的打擊而倒下，這時趕來的十代表示認可其堅強的實力這才對十代有所改觀。
被卡蜜拉打敗時，教導學生「即使在黑暗決鬥中敗北也不能輸給黑暗」後倒下，變成了布偶，被十代救回後成了與學生一同成長、並一改過去教育方針的優秀教師。
雖然初期看似是個只會搞小動作的反派丑角，後期則成了引導學生們的「正直大人」。
鮎川惠美（聲優：根谷美智子）
學院教授兼校醫，使用墮天使牌組。負責健康與體育，歐貝利斯克藍的女子宿舍負責人。
樺山（聲優：長島雄一）
學院教授兼太陽神黃的導師，負責課程為家政，存在感薄弱，甚至連多美都不太記得他是誰。使用咖哩主題牌組。
平常是個性溫厚且怕寂寞的人，但戴上用紙袋做的面具化身咖哩假面時就會個性大變，變得很有攻擊性和容易情緒激昂。
為了讓劍山、翔等太陽神黃的學生回到宿舍而向他們提出決鬥邀請，失敗後其製作的咖哩受到了學生們的一致好評。
大德寺（聲優：山口勝平／台：官志宏／港：何偉誠）
學院教授兼歐西里斯紅的導師，也是一名煉金術師，負責課程即是煉金術。
使用鍊金術牌組，特性是除外怪獸。王牌卡是「三子太阳 赫利俄斯」。
真實身分是SEVEN STARS最後一人，持有黑暗道具「書本」，為了回報曾對他有恩的影丸理事長而開始發明賢者之石，但不幸在期間感染絕症。來日不多的他為了延續性命，以人工方式做出活體並將自己的靈魂轉移，但因不是自己本身的肉體所以無法持久。看到十代的戰鬥才能後，在肉體快要崩壞前夕以決鬥方式給十代上最後一堂課，敗北後將改變影丸的希望與自己做出的魔法卡「賢者之石」交給十代，接著化作灰燼死去。
「賢者之石」露來也在十代與七星幕後藏鏡人影丸的最終決鬥帶來極大幫助，十代獲勝後亦隨著任務完成而消失。
大德寺偶爾會從法老肚子跑出來幫助十代，十代畢業後，靈魂跟著十代一起旅行。
多美嬸（聲優：長浜満里子）
福利社負責人，非常讚賞迷戀於她的鮫島。
影丸（聲優：神奈延年／港：黃志成）
學院理事長兼創辦人，年事已老。
他也是SEVEN STARS的幕後藏鏡人，將封印三幻魔牌的七精門鑰匙託付給鮫島校長的即是他本人，目的是讓鮫島校長將七精門鑰匙託付給十代一夥人，讓他們跟SEVEN STARS決鬥，藉此篩選出適合他的決鬥對手，最終目標為返老還童。
將不知道從何處得來的黑暗道具交到SEVEN STARS手上，讓他們獲得黑暗力量。SEVEN STARS全軍覆沒後，七精門鑰匙突然自動開啟，三幻魔牌就此封印解除，而他也隨後出現，接收了三幻魔牌，舉行三幻魔牌的復活儀式決鬥，雖然阿亮、萬丈目、吹雪等人都想爭當對手，然而他指名十代為對手。在決鬥中，以三幻魔的力量成功返老還童，並離開維生機器站了起來。敗給十代後，變回老年模樣，但藉由十代的幫助下重新振作，接著就被直升機帶回去休養，三幻魔牌也同時被鮫島校長立即封印回去。
第三季再次登场，和斋王琢磨一起委托遊城十代对抗入侵决斗学院的DARKNESS。
拿破崙（聲優：龍田直樹）
學院教授之首，地位僅次於影丸理事長和鮫島校長，語尾助詞是「である」。使用玩具兵牌組。
認為要讓決鬥學院的名聲振作，就要先廢除歐西里斯紅，採取全面的菁英教育，最後甚至賭上歐西里斯紅的存續與時任臨時校長的庫洛諾斯對立，雖然在決鬥中敗給了對方卻沒有改變自己的想法。
和馬爾登是父子關係，只是因為和妻子離婚，孩子歸對方養育才從母姓。
眼鏡蛇教授（聲優：高塚正也）
來自西方分校的學院教授。過去曾是特種部隊的士兵。
在決鬥學院發起實戰為主的教學，讓學生都戴上特製的手環進行「死亡決鬥」，但事實上是暗中利用手環吸收決鬥者的決鬥能量。
過去在當士兵執行某項任務時撿到垂死的尤貝爾殘骸，並與讓自己意外過世的兒子復活為契約幫助尤貝爾復活。之後被尤貝爾利用，在與十代決鬥後，決鬥能量飽和促使尤貝爾復活，卻被尤貝爾催眠而失足從高處掉落。

## SEVEN STARS
黑暗魔王（Darkness）
卡蜜拉（聲優：入繪加奈子）
黑暗道具「頸環」
吸血鬼一族唯一的倖存者，在族群遭到人類迫害前是個很會替同伴與家族著想的女性。
使用吸血鬼牌組。特徵是持續破壞對方怪獸並攻擊對方。擁有影丸給予的「幻魔之門」，藉由犧牲靈魂可以將全場怪獸破壞並使用對方使用過的卡片。王牌卡是「吸血鬼创世主」。
多年前遇見了影丸，接受他賜予的黑暗力量。聽信了影丸只要湊齊三幻魔就能讓吸血鬼一族復活的話，為此不惜在決鬥中使用人質作為手段也要獲勝，並藉此先後打敗庫洛諾斯與阿亮，使得最後仍然必須由在前次決鬥中昏迷不醒的十代出面對付。
敗給十代後靈魂被「幻魔之門」奪走。
塔尼雅（聲優：小宮和枝）
黑暗道具「手套」
使用亞馬遜牌組，真面目是「亞馬遜寵物虎」的卡片精靈，因為黑暗道具的力量才得以變成人類。
初次決鬥時與三澤大地互相暗戀，還在決鬥中將他打敗。後因等得不耐煩主動去尋找對手，最後由十代向她發起挑戰，她也欣然接受。
敗給十代後變回白虎的樣子，向其道謝並接著離去。
黑蠍盜掘團
因為接受影丸的委託，從很久以前就潛伏在決鬥學院各自擔任相關人員的一群盜賊，身份被萬丈目識破後由萬丈目對其發起挑戰。口頭禪為「這就是黑蠍盜掘團！」。
使用與自身同名的「黑蠍盜掘團」牌組，也因此他們自身就是怪獸，特徵是給予傷害時產生的許多追加效果，必殺技是全體成員一起同時進攻的「黑蠍軍團破擊」。
敗給萬丈目後全體化作同名卡片的卡片精靈，並被萬丈目撿回去。
札路克 （聲優：楠大典／港：盧傑群）
黑暗道具「眼罩」。
黑蠍盜掘團頭目，偽裝成大德寺請來的魔暮警官。
高格 （聲優：松本忍）
偽裝成工友。
蜜內 （聲優：江馬ゆかり）
偽裝成保健室護士。
果利福 （聲優：林伊織）
偽裝成警衛。
吉可 （聲優：中村太亮）
偽裝成歐西里斯紅的學生。
阿比多斯三世（聲優：宮野真守／港：黎景全）
黑暗道具「首飾」
傳說中古埃及零敗績決鬥天才的法老王，被稱為「戰鬥之神」，實際上卻是因為部下不敢將其打敗而故意放水。王牌卡是藉由三個棺材特殊召喚的「烈酒敬法老」。
登場時將十代一夥人帶往自己的船上，並以交出七精門鑰匙為由發起挑戰，最後由十代接受。在理解自己獲勝的真相後曾一度失落仍繼續戰鬥，雖然敗北但卻打了完美的一戰。
敗給十代後靈魂返回天堂，並與十代約定好100年後十代死了去天堂與其決鬥的約定。
泰坦（聲優：若本規夫／港：盧傑群）
黑暗道具「面具」
像幽靈一樣神出鬼沒的黑暗遊戲玩家，也是一名傭兵，會事先要求支付三個月份的薪水，隨身佩戴贗品的千年積木，並用其奪走決鬥者靈魂。
初登場時被庫洛諾斯給請來教訓十代，決鬥到中途被十代看穿是千年神器擁有者的冒牌貨後，氣得把隨身佩戴的千年積木贗品摔壞並退出決鬥。不料此舉卻令場上的烏賈托眼突然發動，變成真正賭上性命的黑暗決鬥，他整個人還被黑暗物質控制心智。最終敗給十代，被黑暗物質吞噬，並跟著黑暗遊戲空間消失，至於十代則在天使小精靈的引導下平安脫逃。
後來在黑暗世界裡面聽見影丸的聲音，發誓打倒十代一夥人後獲得了黑暗道具「面具」。第41集重返人間，選擇明日香作為對手，不料最終敗給明日香，又被黑暗物質吞噬回去了。
前期使用西洋棋惡魔牌組，特徵是效果必須依骰子點數決定發動與否，王牌卡是「迅雷的魔王」。後期使用惡魔鬥牛士牌組，王牌卡是「惡魔聖像鬥牛士」，效果是在戰鬥中不會被破壞，反而是與其戰鬥過的怪獸會被破壞。
阿姆納耶魯（聲優：山口勝平／台：官志宏）
神秘的面具男，真面目就是大德寺。

影丸（聲優：麥人）

## 光之結社
齋王琢磨（聲優：子安武人）
光之結社領導者，使用大祕儀牌組，特徵是使用牌的正反向決定效果(公式化則以硬幣決定)，但齋王擁有控制命運之力，所以正反幾乎都在他控制之下。王牌卡是「大秘儀之力EX 光之支配者」和「大秘儀之力EX 闇之支配者」。
艾德・菲尼克斯的經紀人。與妹妹同樣都是具有占卜的才能而遭到迫害，為了逃避這樣的命運而利用了艾德，但對艾德的友情隨著長久的相處而有了真摯的一面。
在某次替人占卜的過程中被某位客人所持有的卡片給影響，自此就被破滅之光給洗腦而成了光之結社的創辦人與領導者，並能透過決鬥洗腦對方，使對方成為結社的忠實成員。同時他也利用超高的話術與心理分析看穿對方的想法，決鬥學院的歐貝利斯克藍就這樣在他的影響下成了結社的一部分。
同時因為破滅之光的影響，利用GX大賽透過決鬥獲取了衛星兵器的控制權意圖毀滅世界，並成功擊敗想要阻止自己的艾德，但不敵放棄決賽而趕來的十代，破滅之光因此被十代的新空間使者消滅，自己也成功被拯救。
動畫第三期期間都在養傷，第四期時則因為妹妹美壽知被Mr.T綁架成為人質，不得不再次與十代展開對決，最後戰敗與妹妹一起被Darkness放逐到他的世界。直到十代擊敗Darkness後才回歸，並參加了十代的畢業典禮。
圖拜因・修坦因（聲優：青野武）
決鬥物理學博士，在第三季時和三泽大地合作研究異世界，協助將決鬥學院傳回原本世界。
奧金（聲優：菅沼久義）
北歐某個小國的王子，決鬥怪獸的粉絲，有著能成為職業選手的實力。
使用每過一回合就能不斷提升攻擊力的「衛星加農」牌組。
由於是小國卻持有能毀滅世界的衛星兵器·索拉而受到世界各國的指責。被破滅之光控制的齋王看中了索拉的破壞力而透過決鬥將其擊敗、洗腦。王子也將能啟動衛星的鑰匙交給了齋王。
在其秘書琳德的請求下，十代出面與其對決，成功將王子擊敗後解除了洗腦。
齋王美壽知（聲優：櫻井智）
齋王琢磨的妹妹。以巫女服風格打扮為主，與兄長同樣都擅長占卜。
表面上是以協助兄長、壯大光之結社為目的，實際上是想找出能擊敗兄長好能拯救他的決鬥者，為此不惜派出手下綁架翔與劍山，逼十代與艾德和她決鬥。敗北後與十代和解，希望他們能救出兄長。然後把自己的意識化作電腦程式而消失。
DD（聲優：井上和彦）
蟬聯決鬥界世界冠軍十年的最強職業選手。曾是一名平凡的決鬥者，與小時候的艾德碰面過，在得知艾德的父親設計出了究極的D-HERO 血魔-D後，被卡片中寄宿的破滅之光的意識所影響，殺死了艾德的父親並奪走了血魔-D。為了監視警方的動態而收養了艾德，但仍保有一絲自我的DD並未在表面的舞台上使用過血魔-D。之後在與收藏者博士的決鬥中被破滅之光完全支配，並與得知真相的艾德決鬥，但敗給艾德後死亡。

## 卡片精靈
尤貝爾（聲優：鶴弘美（女聲） / 江川央生（男聲））
是一個愛著遊城十代的卡片精靈，雌雄同體。是十代父親贈予十代、也是十代小時候最喜歡的卡片。因為過度保護十代，導致和十代決鬥的人都突然倒下，因此沒人敢和十代決鬥。十代父母為此將尤貝爾的卡片送至宇宙，希望卡片能吸收正能量，可尤貝爾卻受到光之波動的影響而扭曲。在和十代的決鬥中，因為"超融合"和十代的靈魂合而為一。
前世是個正常人，為了在十代成人前保護他，接受改造，變得外表醜陋。那時前世的十代曾發誓"他的愛只屬於尤貝爾一人"。
深懂人心，尤其擅長引出人的黑暗面。和十代融合後性格已恢復正常，成了十代最強的幫手，也未再表現出邪惡的一面。
使用的牌組前期是以宿主的牌組為底，加上自己的力量所變化的部分卡片。而在和十代的決戰中本身所用的是能招喚自身的「尤貝爾·燃燒」。
岩之精靈 泰坦（聲優：松本忍）
尤貝爾召喚出的卡片精靈，前去阻撓十代們取得藥物。使用沙漠牌組。
暗黑界的狂王青銅隆（聲優：伊藤健太郎）
使用的牌組為「暗黑界」。
對意圖救出約翰的十代提出決鬥，同時還把劍山、萬丈目、明日香、吹雪當作人質。目的是要犧牲他們完成「超融合」的魔法卡，但因為缺少了最後一名的翔使超融合無法完成。
因為同伴的犧牲而暴怒的十代對此展開了連續的猛攻將其打倒，但為了讓十代更加痛苦，於是留下約翰已死的謊言後被消滅。
假面三騎士
被马尔登（尤貝爾）控制的精靈附身的歐貝利斯克藍三人组，利用他們干擾十代們以便取得三幻魔卡。
無念假面騎士（聲優：藤原祐規）
憤怒假面騎士（聲優：横田紘一）
微笑假面騎士（聲優：中村太亮）

## 霸王十代軍
霸王十代
十代的裏人格，因同伴一個一個死亡(實際上是被關在時空夾縫)，自責的十代人格被裏人格完全控制。
使用將元素(E - Element)英雄惡魔化變成的邪心(E - Evil)英雄牌組，融合怪獸的能力也大幅提升。王牌卡是「超融合」，可以將對方場上的怪獸也作為融合素材，並無法對此發動反擊效果。
骷髏主教（聲優：風間勇刀）
霸王軍的五人眾。
使用合成狼人牌組，特性是將通常怪獸送入墓地來追加傷害。
混沌術士（聲優：木内秀信）
霸王軍的五人眾。
使用完全究極型態大飛蛾牌組。
熟練的黑魔術師（聲優：蓮岳大）& 熟練的白魔導師（聲優：高木俊）
霸王軍五人眾的雙人組合。
使用終焉之王牌組。
守護者巴奧（聲優：堀田勝）
霸王軍的五人眾。

## 黑暗魔王
Mr.T (True man)（聲優：郷田ほづみ）
由學院中決鬥者們被回收的卡片中出現的黑暗聚合成的人形生物。自稱「暗之特務」。是因為三幻魔、光之結社、尤貝爾事件所造成決鬥學院的空間出現裂縫而從其他世界侵入的先鋒。
真實身分是Darkness的使者。外形能自由變化，甚至可以同時出現多個個體，也能將不同個體融合成更強的自己。
使用的牌組是以「暗黑原型」為王牌，能在開局初期招喚上級怪獸速攻。
黑暗魔王 / Darkness（聲優：郷田ほづみ）
透過Mr.T對藤原進行洗腦，意圖讓世界上的人類拉入自己的黑暗世界、令世界虛無化。Darkness篇的幕後黑手與GX的最終BOSS。
是從人心的黑暗面中的情感進入異世界後誕生的意識生命體，認為自己的存在就象徵的人類的最後下場，認定與尤貝爾結合的十代是讓自己吞噬世界的關鍵而與他決鬥、敗北。但表示自己是自人心的黑暗所生，無法被徹底毀去，某天遲早會回歸後被消滅。

## 其他
豬爪誠（聲優：川田紳司）
使用精神流牌組，特性是陷阱破壞造成傷害與直接攻擊，王牌是「人造人-精神領主」。

### 寵物
法老（聲優：石橋美佳）
大德寺養的貓。在大德寺成靈後擔當紅宿舍的宿舍長。
卡蓮（聲優：岩間健兒）
吉姆・闊克戴爾・庫克養的鱷魚。被當作家人一樣養育。

### 決鬥怪獸精靈
羽翼栗子球 / 天使栗子球（聲優：石橋美佳）
遊城十代的遊戲精靈，牌組裡的吉祥物。
漫畫版中跟著響紅葉一起征服世界，後來也隨著牌庫託付給十代。
另一個身分為黑暗魔物的「心臟」，與光與闇之龍融合後成為真理之神瑪特。
E・HERO 新空間俠（聲優：林伊織）
遊城十代的遊戲精靈，牌組的象徵怪獸。
海馬人（聲優：津田健次郎）
外型類似海馬瀨人的決鬥精靈。牌組與決鬥方式也與海馬瀨人完全相同，實際身份為海馬瀨人的思念體。
N 系列
N・水色海豚（聲優：石川正明）、N・天空蜂鳥（聲優：中村太亮）、N・火焰甲蟲（聲優：永野広一）、N・大地鼴鼠（聲優：横田紘）、N・光輝苔蘚、 N・漆黑獵豹（聲優：平野貴裕）
皆是遊城十代的遊戲精靈，也都能與元素英雄新生人融合，召喚出更高級的新生人。
妖物三兄弟 / 黏液三兄弟 /  搗蛋三人組
黑色妖物 / 黏液黑 / 搗蛋小黑（聲優：岩間健児）
綠色妖物 / 黏液綠 / 搗蛋小綠（聲優：下崎紘史）
黃色妖物 / 黏液黃 / 搗蛋小黃（聲優：長浜満里子）
皆是動畫版萬丈目準的遊戲精靈。
光與闇之龍
漫畫版萬丈目準的遊戲精靈。
另一個身分為真理羽毛，與羽翼小精靈融合後成為真理之神瑪特。

### 系列作再登場人物
武藤遊戲
只在故事最開始時和結局時出現。故事開始時交給十代「羽翼栗子球」，結局時與十代決鬥。
海馬瀨人

貝卡斯・J・克羅佛多
最早出現於隼人設計的卡入選時，還出現於GX大賽篇及尤貝爾篇
武藤雙六
齋王篇出現
迷宮兄弟
在十代退學決鬥部分出現，讓十代和翔組成雙打跟他們pk

## 外部連結
- 動畫官方網站 （页面存档备份，存于）（日語）